# Sebastiano Gastaldi
Sebastiano Gastaldi (* 12. Juni 1991 in Piove di Sacco, Italien) ist ein argentinischer Skirennläufer. Er startet hauptsächlich in den technischen Disziplinen Riesenslalom und Slalom.

## Biografie
Gastaldi absolvierte im August 2006 erstmals ein FIS-Rennen; im Riesenslalom von Chapelco belegte er Platz 42. Im September 2010 gewann Gastaldi erstmals ein Rennen im South American Cup. Im Februar 2012 fuhr er erstmals im Europacup, als er sich im Riesenslalom von Monte Pora nicht für den zweiten Durchgang qualifizieren konnte. Sein Weltcupdebüt gab Gastaldi im Dezember 2012; er schied im Slalom von Alta Badia im ersten Durchgang aus. Im Dezember 2014 sammelte er erstmals Europacuppunkte; im Slalom von Obereggen wurde er 28. In den darauffolgenden Jahren trat Gastaldi hauptsächlich im South American Cup und bei FIS-Rennen an. im South American Cup konnte er zwischen 2011 und 2018 insgesamt achtmal eine Disziplinenwertung für sich entscheiden. Fünfmal gewann er die Riesenslalomwertung, zweimal die Slalomwertung und einmal die Kombinationswertung.
Am 7. August 2023 gab Gastaldi nach längerer Abwesenheit sein Comeback. Davor hatte er seit September 2019 keine Rennen mehr bestritten. Beim Slalom von Cerro Catedral belegte er auf Anhieb den sechsten Platz.
Gastaldi nahm 2011, 2013, 2015 und 2017 an Alpinen Skiweltmeisterschaften teil. Sein bestes Ergebnis war ein 9. Platz im Mannschaftswettbewerb 2017 bzw. 2019. 2014 und 2018 nahm er zudem an den Olympischen Winterspielen teil. In Sotschi trat er im Riesenslalom und im Slalom an und schied dort aber im ersten Durchgang bzw. im zweiten Durchgang aus. Vier Jahre später bei den Spielen von Pyeongchang trat er nur im Riesenslalom an, schied dort jedoch ebenfalls im ersten Durchgang aus.
Seine Schwester Nicol (* 1990) ist ebenfalls Skirennläuferin.

## Erfolge

### Weltmeisterschaften
- Garmisch-Partenkirchen 2011: DNF Riesenslalom, DNF Slalom
- Schladming 2013: DNF Riesenslalom, DNQ Slalom
- Vail/Beaver Creek 2015: DNQ Riesenslalom, DNF Slalom
- St. Moritz 2017: 9. Mannschaft, 38. Riesenslalom, DNF Slalom
- Åre 2019: 9. Mannschaftswettbewerb, 64. Riesenslalom

### Juniorenweltmeisterschaften
- Mont Blanc 2010: DNF Riesenslalom, DNF Slalom
- Crans-Montana 2011: 46. Riesenslalom, DNF Slalom

### Europacup
- 1 Platzierung unter den besten 30

### South American Cup
- Saison 2010: 2. Slalomwertung, 3. Gesamtwertung, 3. Riesenslalomwertung, 37. Super-G-Wertung
- Saison 2011: 1. Kombinationswertung, 2. Gesamtwertung, 2. Abfahrtswertung, 2. Slalomwertung, 3. Riesenslalomwertung, 3. Super-G-Wertung
- Saison 2012: 2. Gesamtwertung, 2. Slalomwertung, 3. Riesenslalomwertung
- Saison 2013: 1. Riesenslalomwertung, 2. Gesamtwertung, 7. Slalomwertung
- Saison 2015: 1. Slalomwertung, 1. Riesenslalomwertung, 6. Gesamtwertung, 9. Kombinationswertung, 32. Super-G-Wertung
- Saison 2016: 1. Riesenslalomwertung, 15. Gesamtwertung, 21. Slalomwertung
- Saison 2017: 1. Slalomwertung, 1. Riesenslalomwertung, 5. Gesamtwertung, 13. Kombinationswertung, 37. Super-G-Wertung
- Saison 2018: 1. Riesenslalomwertung, 2. Gesamtwertung, 2. Slalomwertung, 29. Kombinationswertung, 39. Super-G-Wertung
- 29 Podestplätze, davon 13 Siege

| Datum              | Ort                | Land        | Disziplin         |
| ------------------ | ------------------ | ----------- | ----------------- |
| 8. September 2010  | Nevados de Chillan | Chile       | Super Kombination |
| 10. September 2010 | Nevados de Chillan | Chile       | Slalom            |
| 19. August 2011    | Cerro Catedral     | Argentinien | Slalom            |
| 12. September 2012 | Cerro Catedral     | Argentinien | Riesenslalom      |
| 12. August 2014    | Cerro Catedral     | Argentinien | Slalom            |
| 13. August 2014    | Cerro Catedral     | Argentinien | Riesenslalom      |
| 18. August 2014    | Antillanca         | Chile       | Slalom            |
| 12. August 2015    | Cerro Catedral     | Argentinien | Riesenslalom      |
| 13. August 2016    | Antillanca         | Chile       | Slalom            |
| 27. September 2016 | Cerro Catedral     | Argentinien | Slalom            |
| 10. August 2017    | Cerro Catedral     | Argentinien | Slalom            |
| 11. September 2017 | Chapelco           | Argentinien | Riesenslalom      |
| 12. September 2017 | Chapelco           | Argentinien | Riesenslalom      |

### Weitere Erfolge
- 8 Siege bei FIS-Rennen
- Argentinischer Meister: Slalom 2011, Slalom 2012, Slalom 2014, Riesenslalom 2015, Slalom 2015
- 1 Sieg bei ausländischen Meisterschaften
- South American Cup: